# Nyalumbu
Nyalumbu ist ein Verwaltungsbezirk (englisch Ward) des Distrikts Kilolo in der tansanischen Region Iringa.

## Geografie
Nyalumbu ist ein Bezirk etwa 35 Kilometer östlich der Regionshauptstadt Iringa. Er grenzt im Norden an Uhambingeto, im Osten an Ilula, im Südosten an Mlafu und im Süden und im Westen an Lugalo. Bei der Volkszählung 2022 lebten 20.134 Menschen in 5617 Haushalten auf einer Fläche von 67 Quadratkilometern.

## Gliederung
Der Bezirk besteht aus acht Orten (Kitongoji):
- Ilula-Mwaya
- Ikuvala
- Mtua
- Ding'inayo
- Ngelango
- Ilula Sokoni
- Itabali
- Matalawe

## Infrastruktur
- Bildung: Im Bezirk liegen drei weiterführende Schulen.[7] Die Kiheka Secondary School[8] und die Nyalumbu Secondary[9] School sind staatliche Tagesschulen mit einer Ausbildung bis zur 4. Stufe. Die Sayuni Secondary School ist eine private Tagesschule, die ebenfalls bis zur 4. Stufe ausbildet.[10]
- Verkehr: Durch Nyalumbu verläuft die Nationalstraße T1 von Tunduma über Mbeya und Iringa im Westen nach Morogoro und Daressalam im Osten.[11]